# Eustathius von Mzcheta

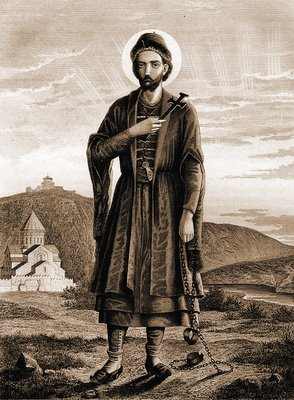
Eustathius von Mzcheta
(Heiligenbild von Michail Sabinin, 1882);
im Hintergrund die Swetizchoweli-Kathedrale von Mzcheta

Eustathius von Mzcheta, georg. ევსტათი მცხეთელი Evstat'i Mtskhet'eli, († um 550) ist ein vor allem in Georgien verehrter orthodoxer Heiliger und Märtyrer. Nachdem er vom Zoroastrismus zum Christentum konvertiert war, wurde er von den persischen Militärbehörden hingerichtet. Das berichtet die anonyme Passio des Eustathius von Mzcheta, eines der frühesten Werke der georgischen Literatur, die auf das 6. Jahrhundert datiert wird, erstmals für den Druck bearbeitet von Michail Sabinin (1882).
Danach war Eustathius, ursprünglich Gvirobandak, ein Schuster und der Sohn eines persischen zoroastrischen Priesters aus Ganzak. Nach seinem Übertritt zum Christentum floh er 541 in das bereits weitgehend christianisierte kaukasische Iberien, das zu dieser Zeit unter persischer Herrschaft stand. Er ließ sich in Mzcheta nieder und heiratete eine Christin. Die persische Schustergilde der Stadt denunzierte ihn sowie sieben weitere persische Konvertiten beim sassanidischen Marzban. Dieser ließ sie gefangen nehmen, ihre Nasen durchbohren und sie zum Tode verurteilen. Nach sechs Monaten wurde er jedoch aus seinem Amt abberufen und ließ sie als „Abschiedsgeschenk“ für die örtliche Bevölkerung frei. Vier Jahre später inhaftierte der neue Marzban Eustathius erneut. Dieser hielt vor dem Gericht in Tiflis eine umfangreiche Bekenntnisrede, die beinahe die Hälfte des überlieferten Märtyrerberichts ausmacht. Schließlich ließ ihn der Marzban, wenn auch widerstrebend, enthaupten.